# Gang (gruppo musicale)
I Gang, a volte chiamati anche con la denominazione completa The Gang, sono un gruppo folk rock italiano. Nati come Paper's Gang sul finire degli anni settanta e fortemente ispirati ai Clash, furono inizialmente parte della scena punk marchigiana, alla quale sono riconducibili gruppi come Rivolta dell'odio, Cracked Hirn e Azione non violenta di Ancona, i Cani di Pesaro, i Reig di Macerata e i Dictatrista di Ascoli Piceno. I loro suoni virarono poi sempre più verso il folk, mantenendo testi fortemente politicizzati e una particolare attenzione per il combat rock.

## Storia

### Gli esordi
Pur servendosi di altri musicisti, il nucleo dei Gang è formato dai due fratelli Sandro Severini (nato nel 1959 il 26 gennaio) e Marino Severini (nato il 27 maggio 1956), entrambi nativi di Filottrano, in provincia di Ancona e dal "terzo gang" per 5 dischi Andrea Mei. Formano il primo gruppo durante l'adolescenza, siamo verso la metà degli anni settanta, il momento in cui comincia a manifestarsi, musicalmente e in altri ambiti, il fenomeno del punk con i Sex Pistols. I due fratelli Severini si recano a Londra ed entrano in diretto contatto con la scena sociale e musicale esplosiva della capitale inglese. Capiscono che il punk non è soltanto un generico "fenomeno di costume", ma un tentativo assai concreto di salvaguardia organizzata dei diritti e della qualità della vita. Il punk inglese era costituito in gran parte da disoccupati ed emarginati provenienti dalle periferie londinesi. Qui matura la scelta di Sandro e Marino Severini.
Il primo nome del gruppo è Paper's Gang, per il soprannome di famiglia “Paparè”, da cui l'inglesizzazione Paper's, mentre “Gang” ricorda le bande di strada e di bar della vita giovanile di provincia.
Assumono quindi come proprio modello il gruppo dei Clash: tornano a casa, si tagliano barba e capelli e cominciano un periodo di catalogazione, di studio e di strutturazione dei testi. I primi pezzi vengono composti direttamente in lingua inglese, con tematiche e musicalità riprese da due album fondamentali dei Clash, London Calling del 1979 e il successivo Sandinista! che contribuisce a far conoscere loro la realtà del Sud del mondo, degli sfruttati, degli emarginati. È questo il "leitmotiv" dei Gang.
Il neonato gruppo si imposta nella classica struttura rock con due chitarre, basso e batteria: Sandro Severini si occupa della parte strettamente musicale, mentre Marino compone i testi e canta. I primi concerti si svolgono in ambito strettamente locale, con puntate a Ancona e Macerata.

### I primi album
Nel 1984 i Gang hanno pronto un numero sufficiente di pezzi propri, già consolidati durante i concerti, e decidono di far uscire un album autoprodotto. Si tratta di Tribes' Union, comprendente otto brani scritti certamente sotto l'influenza dei Clash, ma nel quale si nota anche la crescente influenza del musicista inglese Billy Bragg (autore anche di una celebre "neo-versione" inglese dell'Internazionale scritta su suggerimento o istigazione di Pete Seeger), un artista che riesce a condensare sia la natura del primo punk, sia quella del più classico folksinger, con chitarra e armonica a bocca. Le tematiche dei Gang sono subito militanti: la classe politica, il potere, le difficoltà del vivere quotidiano. Il gruppo viene chiamato Gang in onore della mitica immagine del fuorilegge, da Robin Hood a Jesse James.
Tribes' Union viene accolto favorevolmente dalla stampa specializzata e arriva ottavo al "referendum della critica" della rivista Musica e Dischi. Musica dura e diretta, testi di grande impatto politico e sociale; anche se i testi sono in inglese, qualcuno comincia a parlare timidamente di un vero rock italiano.

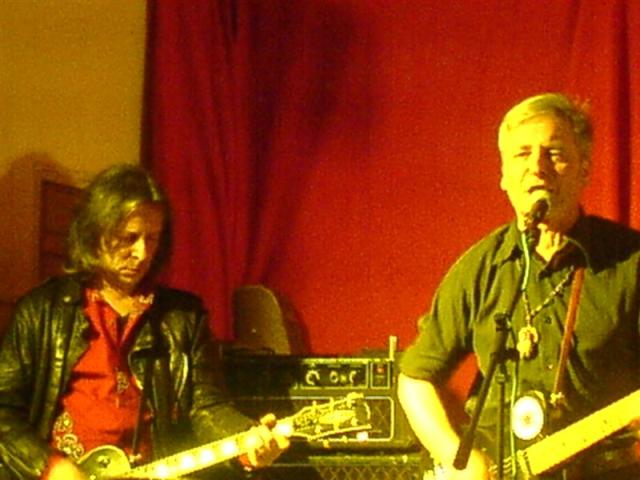
Sandro e Marino Severini

I Gang si schierano in favore di ogni lotta civile e si esibiscono anche assieme a gruppi come The Pogues, i Blasters, The Jesus & Mary Chain e, infine, assieme allo stesso Billy Bragg. È l'epoca di pezzi dal titolo inequivocabile, come Libre El Salvador, Against The Dollar Power (High Rise) ecc. Nel 1986 esce il loro secondo LP, Barricada Rumble Beat, sempre in inglese e ancora più esplicito nei testi. Ma qualcosa cambia gradualmente: il ritmo si contamina, appaiono cadenze rhythm'n'blues e i Gang si avvicinano sempre maggiormente alla tradizione popolare, accostandosi alla black music e alla realtà sociale afroamericana, subentra nel loro sound un respiro ancora più internazionale con l'aggiunta di tastiere elettroniche suonate da Gaudi (che in questo album appare come Lele Cenacchi).
Nel 1989 esce un album interlocutorio, Reds; lo stesso anno firmano un contratto con una grande casa discografica, una major come la CGD, che lascia peraltro loro la più ampia libertà di espressione assicurando nel contempo la necessaria distribuzione.
Stanno finendo gli anni ottanta, il "decennio del riflusso"; cadono una dietro l'altra ideologie e utopie, ma i Gang vanno del tutto controcorrente. I fratelli Severini, pur laureati entrambi in giurisprudenza, preferiscono continuare a fare i fattorini per dedicarsi alla musica. Non vedono molto bene tendenze che dal punk si avvicinavano alla new wave o al dark distaccandosi dal popolare e confluendo in un intellettualismo spesso di maniera. Già in Red si intravede la svolta dei Gang, legata alle proprie radici, la band diventa di sette elementi con l'inserimento di sax, violino e flauto, e vi è l'incontro con Ambrogio Sparagna.

### La svolta
All'inizio degli anni novanta lavorano a una trilogia con la quale compiono la scelta definitiva (ed epocale) di passare a comporre testi in lingua italiana. Questa svolta è quasi obbligata: hanno imparato la lezione dai Clash, ma per fare canzone politica, sociale, di denuncia sulla situazione italiana non si può cantare in inglese.
Anche dal punto di vista musicale, i tre album pescano nella tradizione musicale popolare, e possono essere annoverati tra i primi e migliori album folk rock (o combat folk, per dirla come i Modena City Ramblers) italiani. Alla chitarra elettrica Marino sostituisce una chitarra acustica a dodici corde, si aggiungono violino, fisarmonica, armonica a bocca, fiati e anche bande di paese (Oltre).
Il primo risultato è l'album Le radici e le ali (1991), un album del tutto schierato nel solco della tradizione dell'internazionalismo. Dichiarano i fratelli Severini:
(Marino Severini)

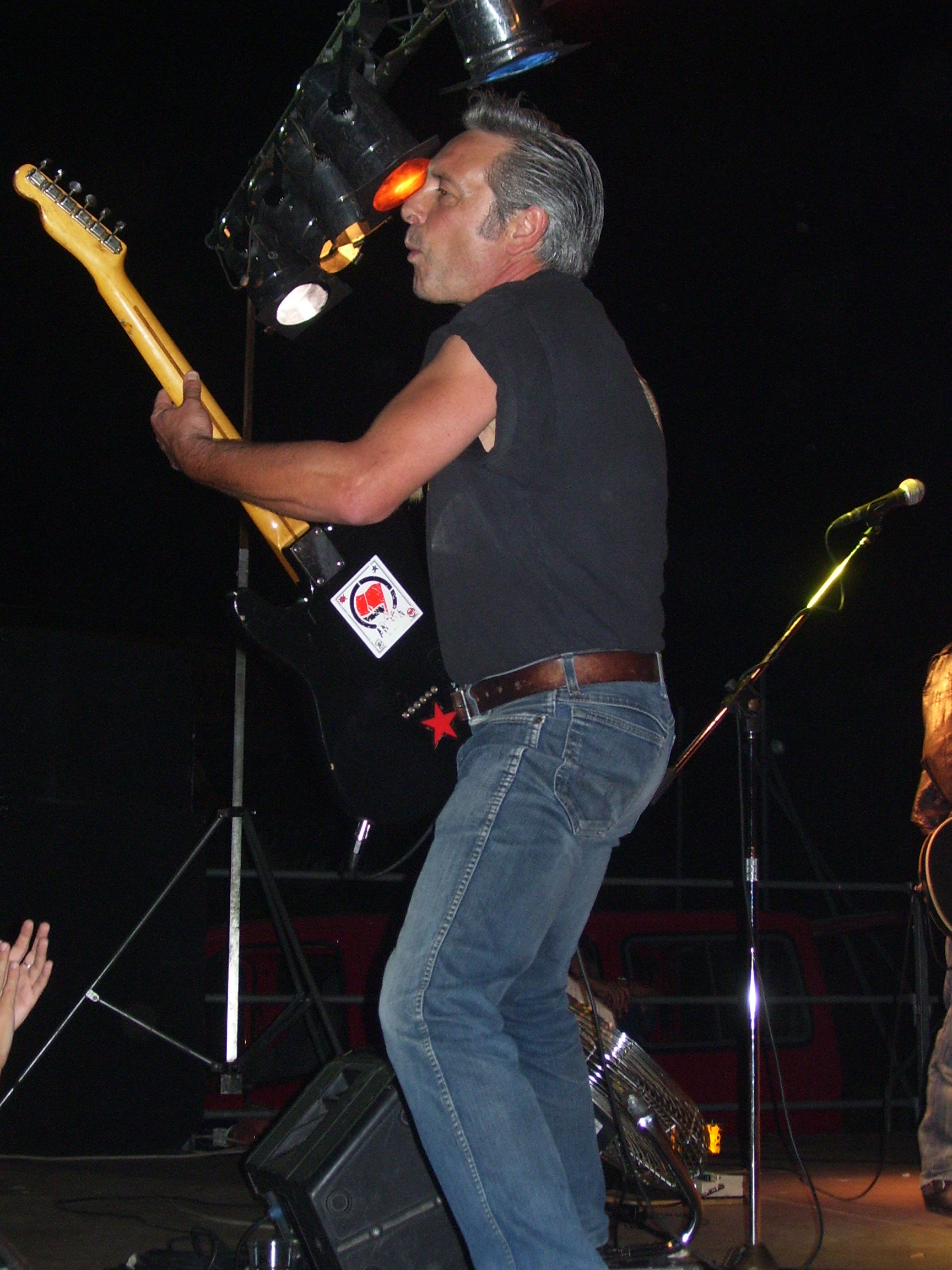
Marino Severini live a Filottrano 23 agosto 2007

Il progetto è quello di fondere il rock con la tradizione popolare, nel senso di dare una vera identità culturale alla propria musica. Alle chitarre elettriche, slide e dobro si aggiungono il violino, il mandolino, il tin whistle, l'oboe e lo shannaj. In quest'ottica deve essere visto Storie d'Italia, il loro secondo album in italiano che vede la produzione artistica e la collaborazione con Massimo Bubola, del 1993. Un album che contiene brani che parlano delle lotte partigiane, come la suggestiva ballata Eurialo e Niso nella quale viene rielaborata la leggenda dei due amici combattenti narrata da Virgilio nell'Eneide.
Nei Gang entra in pianta stabile il tastierista e fisarmonicista Andrea Mei e si formano collaborazioni fruttuose con artisti come Antonello Salis, Antonello Ricci, Mauro Pagani, Daniele Sepe e Davide Riondino.
Il 1º maggio 1991, nel corso del tradizionale concerto offerto da CGIL, CISL e UIL, in Piazza San Giovanni a Roma (la tradizionale "Piazza della Sinistra"), i Gang leggono un comunicato con cui si invitano tutti i lavoratori italiani allo sciopero generale contro il governo di Giulio Andreotti. Questo avviene in diretta sulla RAI, il che preclude in seguito ogni accesso del servizio radiotelevisivo pubblico ai Gang.
Seguono brani scottanti come 200 giorni a Palermo, dedicata all'omicidio del senatore del Partito Comunista Italiano Pio La Torre, assassinato dalla mafia il 30 aprile 1982; i fratelli Severini vengono denunciati per aver coinvolto nella canzone personaggi come l'ex sindaco di Palermo Vito Ciancimino, l'eurodeputato Salvo Lima (a sua volta ucciso in un agguato mafioso il 12 marzo 1992), e soprattutto gli esponenti PCI Tonino Russo ed Elio Sanfilippo. Ai Gang vengono chiesti 500 milioni di lire come risarcimento morale.
Nel 1995 si conclude la trilogia "italiana" con l'album Una volta per sempre che contiene brani che parlano dei sette figli di Alcide Cervi, La pianura dei sette fratelli, di Pier Paolo Pasolini (Il buco del diavolo), dell'avvento del berlusconismo in Italia, La corte dei miracoli.

### Lavori più recenti

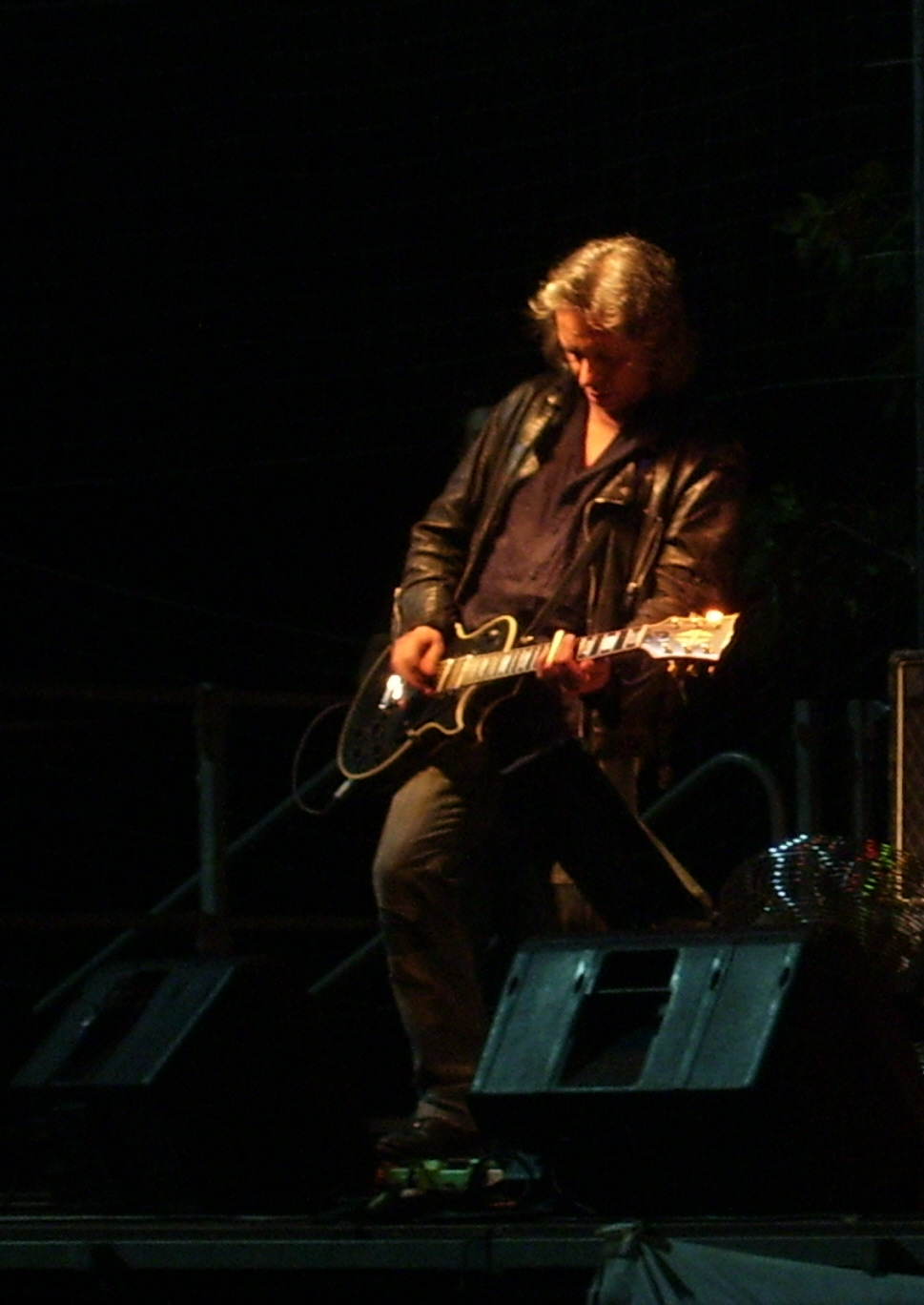
Sandro Severini live a Filottrano 23 agosto 2007

Si sviluppa nel contempo un nuovo rapporto dei Gang con l'arte e con il loro percorso individuale; cominciano a essere attratti dall'epica e dalla poesia narrativa, sviluppando così la metafora e il linguaggio profetico come antidoto alla perdita della memoria individuale e collettiva, uno dei mali della società italiana contemporanea. Nasce l'album Fuori dal controllo, dedicato a dieci personaggi della storia d'Italia visti come eretici, appunto come "fuori dal controllo": ci sono Giordano Bruno, Davide Lazzeretti, Pier Paolo Pasolini, Pino Puglisi (il parroco palermitano ucciso dalla mafia), Sacco e Vanzetti, Ilaria Alpi (la cui misteriosa fine viene analizzata nella canzone Chi ha ucciso Ilaria Alpi?, nella quale si ipotizza un contatto tra le indagini della giornalista e un traffico d'armi internazionale che avrebbe portato anche alla tragedia del Moby Prince, il traghetto incendiatosi nel porto di Livorno il 10 aprile 1991, tragedia nella quale morirono 140 persone) e Santa Maria Goretti. Con Fuori dal controllo i Gang tornano anche alla classica struttura rock basso-chitarre-batteria. Entrano all'inizio del 1997 nella band Francesco Caporaletti al basso e Paolo Mozzicafreddo alla batteria.
Nell'album Controverso (2000) interviene, con la lettura di una sua poesia intitolata Reflesciasà (cioè réfléchis à ça pronunciato alla napoletana) il poeta e scrittore Erri De Luca. Nello stesso album si segnala il brano Paz, dedicato a Andrea Pazienza.
Nella primavera del 2001 nasce il progetto Gang City Ramblers che congiunge due generazioni di combat-(folk)-rockers i Modena City Ramblers con i Gang, sullo stesso palco a interpretare brani delle due formazioni.

Il 25 aprile dello stesso anno i due gruppi si esibiscono in un indimenticabile concerto a Macerata in una Piazza Mazzini stracolma di oltre 6.000 persone arrivate da tutti gli angoli della regione.
Nel 2002 fanno girare in rete una canzone clandestina, All'ultimo sangue, regalata al movimento per la pace, contro ogni guerra.
Nel 2004 pubblicano insieme al gruppo di ricerca e canto popolare marchigiano La Macina Nel tempo e oltre cantando, dove vengono riarrangiati e riproposti brani storici di entrambe le formazioni, quali Sesto San Giovanni e Kowalsky dei Gang e Cecilia e Stavo in bottega che lavoravo de La Macina; non è un disco dei Gang, né un disco della Macina, i due repertori vengono stravolti: i canti popolari diventano brani rock e le canzoni dei Gang sembrano canzoni dei nostri nonni.
Nel 2006, infine, è la volta dell'ultimo album, intitolato Il seme e la speranza.
Il disco è dedicato al lavoro della terra e realizzato in collaborazione con la Regione Marche. Canzoni nuove, qualche rifacimento e collaborazioni con artisti incontrati durante gli ultimi anni. Lo spirito dell'album è quello della testimonianza storica delle radici contadine del nostro Paese. Nell'album canzoni di Resistenza: 4 maggio 1944-In memoria, canzone dedicata a una rappresaglia nazifascista avvenuta il 4 maggio 1944 a Sant’Angelo di Arcevia nella provincia di Ancona, dove vennero uccise barbaramente 63 persone, partigiani e civili, tra questi i componenti della famiglia Mazzarini, una famiglia contadina che aveva offerto rifugio e riparo ai partigiani che operavano in quella località; La pianura dei sette fratelli riletta dal Coro delle Mondine di Novi, testimonianza di come i brani dei Gang appartengano ormai alla tradizione popolare; A Maria. C'è Woody Guthrie di This Land is my land che vede numerosi ospiti e che è stata inserita recentemente nell'archivio Guthrie. C'è Lacrime del sole, nuovo inno contadino. Un disco dedicato all'"umanesimo contadino" come ama dire Marino Severini durante i concerti. Il disco è registrato in casa per permettere a Paolo Mozzicafreddo, batterista dal 1997, già malato, di partecipare alle registrazioni. Morirà il 19 giugno 2006 all'età di 31 anni. Viene quindi sostituito da Piero Montecchiari.
L'ultima uscita discografica è il doppio bootleg live Dalla polvere al cielo (stampato in 1000 copie) uscito nel luglio 2008 e reperibile per ora soltanto tramite il loro sito ufficiale. Sempre nell'estate 2008, Piero Montecchiari è sostituito da Francesco Bigoni
Nel 2008 inizia una tournée teatrale con Daniele Biacchessi che unisce canzoni dei Gang con recitati e che parla delle storie d'Italia, dalle stragi naziste alle bombe di stato, da Peppino Impastato a Falcone e Borsellino, dal quale viene poi tratto il disco Il paese della vergogna.
Il 28 febbraio 2009 Marino e Sandro insieme al batterista degli inizi e al bassista dei Malavida, in occasione del 25º anniversario dal primo album, fanno una riunione per un concerto in cui ripropongono i brani del periodo punk in inglese. La serata viene registrata e darà vita al disco Tribe's reunion pubblicato l'anno successivo.
Nel maggio 2010 i Gang cambiano nuovamente batterista: Diego Garbuglia prende il posto di Bigoni.
Il 10 aprile 2011 è prevista l'uscita di un nuovo album, che sarebbe dovuto uscire nel 2010, dal titolo La rossa primavera insieme al gruppo romano dei Ned Ludd che raccoglierà i canti della Resistenza, dai brani storici alle canzoni d'autore dedicate all'argomento. Alla batteria prende posto un nuovo batterista, Luca Ventura.
Il 23 ottobre dello stesso anno viene pubblicato l'album Quando gli angeli cantano a nome "Gang e i suoi fratelli", registrazione dell'evento "Un giorno per Paolo", concerto svoltosi a Villa Potenza (MC) del 29 ottobre 2010 in onore del batterista scomparso Paolo Mozzicafreddo, in cui gruppi vicini ai Gang ripropongono canzoni dei Gang.
Il 31 gennaio 2012 viene pubblicato il cd live dello spettacolo Storie dell'altra Italia, che vede i Gang con Daniele Biacchessi e Massimo Priviero.
A fine maggio 2012 esce "Le radici e le ali, 1991-2011" un album live registrato a Filottrano il 16 settembre 2011 in occasione del ventennale dell'uscita del loro primo album in lingua italiana, che contiene un CD con allegato un DVD contenente alcuni spezzoni della serata e un intervento di Marino Severini relativo all'album.
Il 22 aprile 2012 al teatro "La Nuova Fenice" di Osimo Marino Severini è stato insignito del Premio Renato Benedetto Fabrizi.

### La Tetralogia con Jono Manson e l'autoproduzione
Nel 2014 i fratelli Severini tornano in studio per il primo album di inediti dopo 14 anni, sotto la produzione di Jono Manson, dal titolo Sangue e cenere. Per reperire i fondi, si affidano al crowdfunding, riuscendo a ottenere il 917% della somma richiesta. Per questo album, si presentano con una band completamente rinnovata: Marzio Del Testa (batteria, percussioni), Charlie Cinelli (basso elettrico, contrabbasso) e Jono Manson (chitarra elettrica, chitarra acustica , chitarra baritona, chitarra tenore, cori, piano, wurlitzer electric piano) e la collaborazione di Jason Crosby (pianoforte, violino, hammond organo, wurlitzer electric piano), John Egenes (mandolino, mandoloncello, banjo, pedal steel, lap steel, suggins), Brant Leeper (organo Hammond, fisarmonica), Garth Hudson (fisarmonica), Eric Ambel (chitarra elettrica), Char Rothschild (fisarmonica, bagpipes, bombarda, tin whistle, tromba) e Robbie Rothschild (kora) dei The Round Mountain, Craig Dreyer (sax tenore), Barry Danielian (tromba), Clark Gayton (trombone), Dave Devlin (lap steel, mandolino, chitarra tenore, mandoloncello), Justin Bransford (contrabbasso), Mark Clark (percussioni), Stefano Barotti, Hillary Smith e David Berkeley (cori), Roberto Picchio (fisarmonica), Angela Gabriel (vibraphone), Orchestra Pergolesi. Una parte delle registrazioni si è svolta negli Stati Uniti d'America, senza però che Sandro e Marino si spostassero. Tra le ricompense una versione in CD dell'unico 45 giri dei Gang Against the dollar power e un CD live Storie D'Italia Live Tour 1993.
Nel 2015, seguì il "Sangue e cenere Tour" legato al 70enario della Liberazione dal nazifascismo; anche alla "RifondaFesta", per un pubblico non pagante. Nello stesso anno collabora con i Mé, Pék e Barba, gruppo folk parmense, cantando nel brano La Tigre dell'Ogliastra
Nel 2016, sempre sotto la produzione di Jono Manson, e sempre ricorrendo a una campagna di crowdfunding, i Gang incidono un album di cover che Marino aveva in progetto già dal 2000, il disco si intitola Calibro 77 e presenta 11 reinterpretazioni di canzoni degli anni 70, quelle che i fratelli Severini cantavano a vent'anni. Tra le ricompense del crowdfunding vengono pubblicati anche altri due album: Scarti di lato che raccoglie canzoni incise in passato ma che non hanno trovato posto nei dischi ufficiali, o hanno fatto parte di altri progetti; e Live tour 1989, la registrazione del concerto del 7 settembre 1989, all'Arena Sferisterio di Macerata, quando divisero il palco con Billy Bragg.
Nel 2020 i Gang danno vita a un nuovo crowdfunding per l'incisione del terzo album prodotto da Jono Manson dal titolo Ritorno al fuoco, in 90 giorni di raccolta fondi i Gang raggiungono i 1611 co-produttori e raccolgono 72945 €, superando il precedente record italiano che apparteneva a Nicholas Fantini, in arte Egreen.. Tra le ricompense del crowdfunding, altri due album: Folkies: una raccolta di brani reincisi in versione acustica e Per un pugno di… stelle: una raccolta inedita di brani in versione live.
Nel 2023 è la volta di un nuovo progetto di crowdfunding: Fra silenzi e spari, sempre sotto la direzione artistica di Jono Manson, questa volta si tratta di reincisioni di 12 canzoni contenute negli album che vanno da Le radici e le ali (del 1991) fino a Controverso (del 2000), in polemica con la WEA che non ristampa i dischi originali.. Rispondono 1499 co-produttori. . Tra le ricompense 2 cd extra: Quanto amore (Omaggio a Claudio Lolli), contenente 8 brani di Claudio Lolli reinterpretati per l’occasione in una nuova veste acustica; Re-Incanto  con nuove versioni inedite e semi-acustiche di brani tratti da Sangue e Cenere e Ritorno al Fuoco.

## Formazione
Componenti attuali
- Marino Severini — voce, chitarra (1984—presente)
- Sandro Severini — chitarre elettriche ed acustiche (1984—presente)
- Jacopo Ciani — violino, mandolino, cori (2015—presente)
- Gianni Bonanni — organo, tastiere, fisarmonica (2016—presente)
- Diego Sapignoli — batteria, percussioni (2017—presente)
- Roberto Villa — basso, contrabbasso (2017—presente)

Ex-componenti e collaboratori
- Saverio Molitierno — basso dal vivo (1984—1985) e nell'album Tribes' Union (1984)
- Gaudi — tastiere e campionatori nell'album Barricada Rumble Beat (1987)
- Andrea Mei — fisarmonica, tastiere e pianoforte dal vivo (1988—2000) e in tutti gli album da Reds (1989) fino a Controverso (2000)
- Paolo Costa — basso negli album Storie d'Italia (1993) e Una volta per sempre (1995)
- Alessandro Simonetto — violino, viola, mandola e mandolino nell'album Storie d'Italia (1993)
- Max Gabanizza — basso (1994—1995)
- Marco Fabbri — violino nell'album Fuori dal controllo (1997)
- Fabio Ferraboschi — basso nell'album Una volta per sempre (1995) e basso, chitarra e cori nell'album Fuori dal controllo (1997)
- Francesco Caporaletti — basso e cori dal vivo (1997—2014) e negli album da Controverso a La rossa primavera (2000—2011)
- Paolo Mozzicafreddo — batteria e percussioni dal vivo (1997—2006; deceduto nel 2006) e nell'album Controverso (2000)

- Fabio Verdini — organo, fisarmonica e tastiere dal vivo (1999—2005, 2009—2016), organo e tastiere nell'album Nel tempo e oltre, cantando
- Marco Tentelli — tastiere dal vivo (2005—2009) e negli album Il seme e la speranza (2006) e La rossa primavera (2011)
- Piero Montecchiari — batteria dal vivo (2006—2008)
- Francesco Bigoni — batteria dal vivo (2008—2010)
- Diego Garbuglia — batteria dal vivo (2010—2011)
- Luca Ventura — batteria dal vivo (2011—2014)
- Charlie Cinelli — basso nell'album Sangue e cenere (2015)
- Simone Luti — basso dal vivo (2015—2016)
- Mirko Verrengia — basso dal vivo (2016—2017)
- Marzio Del Testa — batteria e percussioni dal vivo (2015—2017) e nell'album Sangue e cenere (2015)
- Gianni Bonanni - pianoforte, tastiere e fisarmonica 2016 a oggi

Timeline dei componenti dal vivo

## Discografia
- 1984 — Tribes' Union
- 1987 — Barricada Rumble Beat
- 1989 — Reds
- 1991 — Le radici e le ali
- 1993 — Storie d'Italia
- 1995 — Una volta per sempre
- 1997 — Fuori dal controllo
- 2000 — Controverso
- 2004 — Nel tempo e oltre, cantando (con i La Macina)
- 2006 — Il seme e la speranza
- 2011 — La rossa primavera
- 2015 — Sangue e cenere
- 2017 — Calibro 77
- 2021 — Ritorno al fuoco
- 2024  — Fra silenzi e spari